# Дербенёв, Александр Павлович
Алекса́ндр Па́влович Дербенёв (02.08.1933—19.12.2001) — Машинист экскаватора управления механизации № 1 специализированного треста «Кировспецстроймеханизация» Министерства строительства СССР, Кировская область Герой Социалистического Труда (19.03.1981). Почётный гражданин города Кирова (1986).

## Биография
Родился 2 августа 1933 года на территории Кировской области.
В 1951-1953 годах - электрослесарь, бурозаправщик рудника имени III Интернационала в городе Нижний Тагил Свердловской области. В 1953-1956 годах служил в Советской Армии. После демобилизации из армии окончил Кировскую лесотехническую школу, работал бульдозеристом, электросварщиком дорожного отряда.
В 1957-1959 годах - бульдозерист, машинист экскаватора машинодорожного участка в городе Красноуфимск, машинист экскаватора треста «Кировстрой». С мая 1959 года более чем 30 лет проработал в Управлении механизации машинистом экскаватора на стройках г. Кирова и Кировской области. С 1959 года - машинист экскаватора управления механизации № 1 специализированного треста «Кировспецстроймеханизация» (с января 1981 года - «Кировпромстрой»), В 1963 году вступил в КПСС.
Участвовал в строительстве и реконструкции важнейших объектов Кирова и Кировской области: вокзал Киров-1, завод ОЦМ, комбинат «Искож», завод «Сельмаш», маргариновый завод и завод силикатных блоков, Дом печати, цирк, гостиница «Вятка», областная больница, Дом культуры им. Циолковского, дорога Киров - Сыктывкар, реконструкция шинного завода, сооружение животноводческих комплексов.
Указом Президиума Верховного Совета СССР от 19 марта 1981 года за выдающиеся успехи, достигнутые в выполнении заданий десятой пятилетки и социалистических обязательств, Дербенёву Александру Павловичу присвоено звание Героя Социалистического Труда с вручением ордена Ленина и золотой медали «Серп и Молот».
В дальнейшем вышел на пенсию.
Жил в Кирове. Умер 19 декабря 2001 года.
Почётный гражданин города Кирова (1986).
Депутат Верховного Совета РСФСР 11-го созыва (1985-1990). Делегат XXVI съезда КПСС (1981), XVI съезда профсоюзов. Избирался членом Первомайского райкома КПСС, членом обкома профсоюзов строителей.

## Награды
- Золотая медаль «Серп и Молот» (19.03.1981);
- Орден Ленина (19.03.1981)
- Орден Ленина
- Орден Трудового Красного Знамени
- Медаль «В ознаменование 100-летия со дня рождения Владимира Ильича Ленина» (6 апреля 1970)

## Память
- На могиле Героя установлен надгробный памятник.
- На доме, где жил А. П. Дербенёв, установлена мемориальная доска.
- Занесён в книгу Славы Кировской области.